# ティンベドラ
ティンベドラ(Timbédra)はモーリタニア南東部に位置するホズ・エッ・シャルギ州のコミューンおよび町の名称。

## 交通
ティンベドラ空港およびダハラ空港が供用されている。
座標: 北緯16度15分 西経8度10分 / 北緯16.250度 西経8.167度